# Franz Michael Senn
Franz Michael Senn (* 28. September 1759 in Flirsch; † 20. Februar 1813) war Abgeordneter zum Tiroler Landtag, Landrichter von Pfunds und politischer Aktivist in der Napoleonischen Zeit.

## Leben
Ohne jemals eine juristische Ausbildung an einer Universität genossen zu haben, wurde Senn 1787 mit 28 Jahren zum Landrichter von Pfunds bestellt. 1790 wurde er Mitglied des Allgemeinen Tiroler Landtags, in dem er bald eine führende Rolle spielte. Im gleichen Jahr wurde er nach Wien entsandt, um die Interessen der Tiroler Bauern vor Kaiser Leopold II. zu vertreten.
1799 kämpfte er als Hauptmann der Pfundser Schützen bei Martinsbruck und erreichte durch diplomatisches Geschick bei den heranstürmenden französischen Truppen die Verschonung von Pfunds. 1801 legte er einen föderalistischen und demokratische Reformentwurf zur Tiroler Landesverfassung vor. Dieser wurde jedoch, da sich Senn strikt gegen die Privilegien des Adels wandte, kaum diskutiert. 1805 erregte er ein weiteres Mal Aufsehen: In einer von ihm verfassten Denkschrift schlug er die Gründung eines aus Salzburg, Tirol und Vorarlberg bestehenden neutralen Alpenstaats, andernfalls die Vereinigung Tirols und Vorarlbergs mit der Schweiz vor. Nach der Angliederung Tirols an Bayern wurde er deshalb als Landrichter abberufen und zwangspensioniert. Finanziell in Schwierigkeiten gekommen, organisierte er 1809 im Tiroler Oberland den Aufstand gegen Frankreich und Bayern, verfasste mehrere Aufrufe zum Widerstand gegen die Besatzung und schaffte es, Unterstützung aus Vorarlberg und der Schweiz zu organisieren. Als er jedoch die Sinnlosigkeit der Kämpfe erkannte, versuchte er die auch von ihm aufgewühlte Lage zu beruhigen. Dies brachte Senn allerdings den Missmut seiner Kameraden ein, worauf er Tirol verließ und nach Wien zog. Dort wurde er Magistratsrat. Ein "Nervenfieber" führte dort zu einem plötzlichen Tod, sodass es lange Gerüchte gab, er sei ermordet worden. Senn ist Vater des Dichters Johann Chrysostomus Senn.